# Parkoczewo
Parkoczewo – wieś sołecka w Polsce położona w województwie mazowieckim, w powiecie płockim, w gminie Bodzanów.
W latach 1975–1998 miejscowość administracyjnie należała do województwa płockiego.
Wieś dawniej nosiła nazwę: Parkoczewo. Parkoczew - nazwa dzierżawcza od nazwy osobowej Parkocz. Dziedziczna wieś kościelna w ziemi wyszogrodzkiej. Pierwsza wzmianka: rok 1453. W 1888 wieś posiadała osiem domów.